# Zalmoxis patellaris
Zalmoxis patellaris is een hooiwagen uit de familie Zalmoxioidae.